# 钻井
钻井是为了抽取像地下水，天然气，石油之类的天然资源而在地面上钻洞的过程。为了勘探地下自然资源的钻探称作地上凿洞钻探或者钻探。
最早的水井可能是用手在地下水位靠近地面的地方浅浅的挖坑。现代的钻井技术是利用长排种机轴。排种机轴钻出的洞比用人工挖的洞更窄而且更深。